# 刺萼秀丽莓
刺萼秀丽莓（学名：Rubus amabilis var. aculeatissimus）为蔷薇科悬钩子属下的一个变种。

## 扩展阅读
- 維基物種上的相關：刺萼秀丽莓